# 孝惠皇后 (明朝)
孝惠皇后（？—1522年12月5日），邵氏，浙江杭州府昌化县人，明宪宗朱见深贵妃，明世宗朱厚熜的祖母。

## 生平
父邵林，母杨氏。邵氏雖然家貧，但是其本人知書達禮，善詩文，又姿容美麗。曾接连克死七个未婚夫，一位武官不信邪，非要娶之，上马迎亲时，却坠马而死。后被鬻于杭州镇守太监。正史未记邵氏生年，仅知在天順四年（1460年），邵氏被采選入宮。邵氏入宫时年龄不得而知。天顺八年（1464年），十七岁的太子朱见深继位，是为明宪宗。邵氏在何时，以何种方式成为他的嫔御，已不可考。傳說有一夜邵氏在月下吟紅葉詩，為宪宗所賞。成化十二年（1476年），邵氏生興王朱祐杬。同年，邵氏封为宸妃。成化十四年（1478年），生岐惠王朱祐棆。成化十七年（1481年），生雍靖王朱祐枟。宪宗临死前的时候，王皇后第二次探望，邵氏说皇帝不习惯生人在旁边，把王皇后赶走了。當时邵氏已繼萬貴妃後，繼立為貴妃。
邵氏所生长子兴献王朱祐杬就是明世宗朱厚熜的生父，后来被追为兴献帝。其后二子，则因無子國除。明宪宗在萬皇貴妃的言语下，幾欲廢太子（明孝宗）立所愛興王；病重时候，又进封邵氏为贵妃。兴献王就藩的时候，邵妃不得随从，留在宫中，母子常用诗赋彼此相寄。
其次子朱祐棆就藩德安府，於弘治十四年去世，只有23歲。遺下兩女，王太后憐兩女早孤，接入宮中。其中次女在弘治十六年夭折，因此葬於其父陵寢之側。
幼子朱祐橒就藩衡州。為人孝友恭敬，溫文爾雅，好學。可惜天不假年，正德二年地震，王宮倒塌，朱祐橒因而去世。無留下任何子嗣。
所以除了岐惠王長女及興獻王三女永福公主（時為長壽郡主）、四女永淳公主，興獻王次子朱厚熜是邵宸妃唯一的孫子。
從邵宸妃與萬皇貴妃試圖奪嫡、及對中宮不敬看得出，邵氏除依附於萬貴妃一黨，更利用萬妃之勢力及其與太子因周太后離間所形成之矛盾為興王謀求儲君之位，可惜最後以孝宗繼立而告吹。長子興王就藩而不得跟隨，被迫留在宮中與所有親人分離三十餘年，直至興王次子得以繼位，成功奪嫡。
明武宗朱厚照死后，因为既无子嗣又无亲兄弟，其母张太后选中朱厚熜，立为皇帝。世宗当上皇帝时，邵妃不但老了而且眼睛也瞎了，喜亲孙为皇帝，摸世宗身，自顶至踵。世宗尊为皇太后。嘉靖元年，上尊号曰壽安皇太后。十一月庚申（1522年12月5日）逝世，世宗本来想在第二年二月迁葬茂陵，大学士杨廷和等说道：“祖陵不当数兴工作，惊动神灵。”不从，还是葬入茂陵。谥曰孝惠康肃温仁懿顺协天祐圣皇太后，别祀奉慈殿。嘉靖七年七月，改称孝惠康肃温仁懿顺协天祐圣太皇太后。嘉靖十五年迁主陵殿，称皇后，与孝肃周太后、孝穆纪太后一样。终谥为孝惠康肃温仁懿顺协天祐圣皇后。